# Haraldsted-Allindemagle Sogn

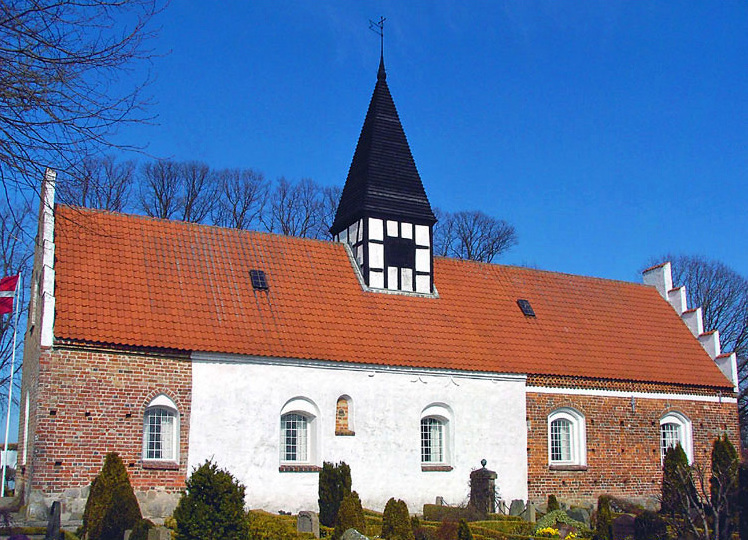
Allindemagle Kirke

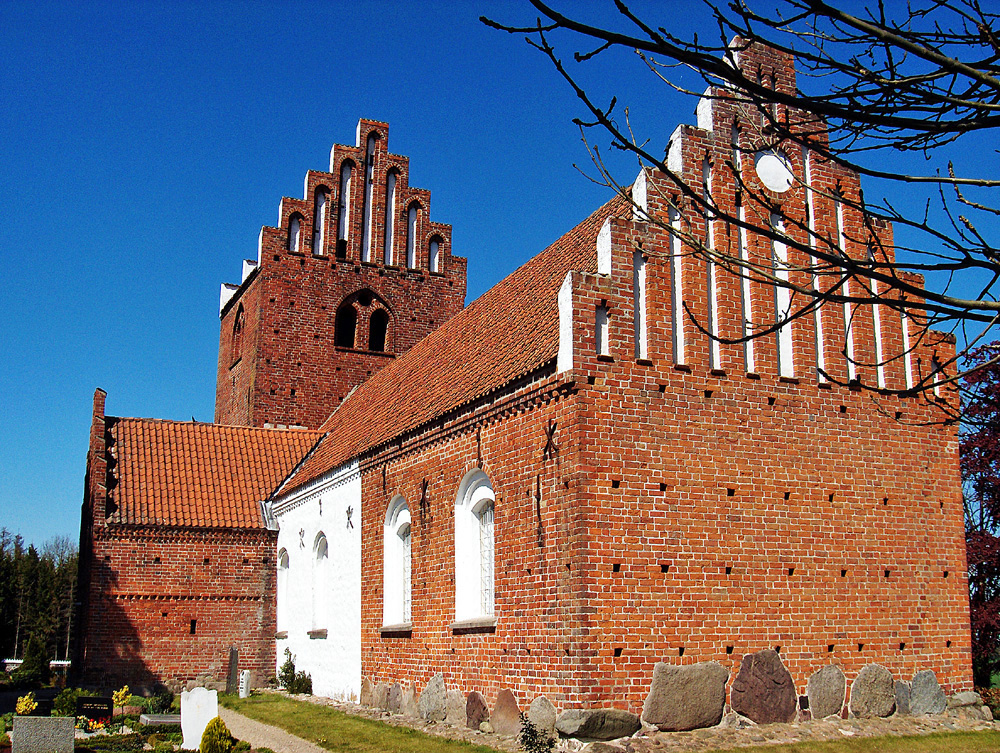
Haraldsted Kirke

Haraldsted-Allindemagle Sogn ist eine Kirchspielsgemeinde (dän.: Sogn) auf der Insel Sjælland im südlichen Dänemark, die am 29. November 2020 durch Zusammenlegung von Allindemagle Sogn und Haraldsted Sogn entstand. Diese Zusammenlegung bezieht sich  nur auf die kirchlichen Belange. In ihrer Eigenschaft als Matrikelsogne, also als Grundbuchbezirke der Katasterbehörde Geodatastyrelsen, wirken sich seit Abschaffung der Hardenstruktur 1970 solche Änderungen nicht mehr aus. Bis 1970 gehörte das Kirchspiel zur Harde Ringsted Herred im damaligen Sorø Amt, danach zur Ringsted Kommune im Vestsjællands Amt, die im Zuge der  Kommunalreform zum 1. Januar 2007 Teil der Region Sjælland geworden ist.
Im Kirchspiel lebten am 1. Januar 2023 1.322 Einwohner. Im Kirchspiel liegen die Kirchen „Haraldsted Kirke“ und „Allindemagle Kirke“.
Nachbargemeinden waren im Osten Valsølille Sogn, im Südosten Vigersted Sogn, im Süden Benløse Sogn und Ringsted Sogn, im Südwesten Bringstrup Sogn und Gyrstinge Sogn und in der benachbarten Holbæk Kommune im Westen Store Tåstrup Sogn und im Norden Kirke Eskilstrup Sogn.